# Jarosław Soszyński
Jarosław Soszyński (ur. 7 marca 1976) – polski piłkarz, grający na pozycji napastnika.

## Kariera klubowa
Jarosław Soszyński piłkarską karierę rozpoczynał w ŁKS-ie Łódź, w którego barwach w 1994 zadebiutował w I lidze. W lipcu tego samego roku, zdobył w niej pierwszego a zarazem jedynego gola. Strzelił bramkę w meczu z Petrochemią Płock i wyprowadził swój zespół na prowadzenie. W drugiej połowie gola zdobył również Tomasz Wieszczycki i łódzki zespół prowadził 2:0. Pod koniec pojedynku stracił jednak dwie bramki po strzałach Rafała Siadaczki i zremisował ostatecznie 2:2. Do końca sezonu Soszyński był rezerwowym. Regularnie a ataku ŁKS grali Jacek Płuciennik i Tomasz Cebula, jednak mimo to młody zawodnik wystąpił w 13 ligowych spotkaniach. Łódzki klub uplasował się w tabeli na 7. miejscu, tracąc 17 punktów do zwycięzcy – Legii Warszawa. Grając w ŁKS-ie Soszyński uczęszczał do liceum zawodowego i ciężko mu był pogodzić naukę ze sportem. Dla niego ważniejsza była szkoła i z tych też powodów nie zawsze mógł uczestniczyć w treningach. Potem obowiązki z nauką jeszcze się zwiększyły, kiedy zdał egzamin na Wydział Ekonomii Uniwersytetu Łódzkiego.
Po zakończeniu sezonu 1994/1995 Soszyński przeszedł do Górnika Konin, który na początku lat 90. wywalczył historyczny awans do II ligi. W rozgrywkach 1995/1996, w których w rundzie jesiennej spisywał się dobrze, zaś wiosną gorzej, wywalczył siódmą lokatę. W 1996 główny sponsor klubu – Kopalnia Węgla Brunatnego "Konin" zaprzestał dotowania Górnika. Opiekę nad klubem przejął dotychczasowy drugi sponsor – Huta Aluminium "Konin" i w związku z tym zmieniła się nazwa drużyny na Klub Sportowy Aluminium Konin SSA. Po przeciętnej rundzie jesiennej, po której zespół zajmował 13. miejsce, wiosną klub przegrał jedno spotkanie i zakończył sezon na 9 lokacie.
W 1997 Soszyński przeszedł do Ceramiki Opoczno, a następnie był zawodnikiem Piotrcovii Piotrków Trybunalski i Pelikana Łowicz. Wiosną 2000 został piłkarzem Korony Kielce, z którą zajął w II lidze przedostatnie, 23. miejsce. W tym samym roku drużyna Błękitnych Kielce została zlikwidowana, a na bazie klubu MKS Korona Kielce powstał zespół, który przyjął nazwę Kielecki Klub Piłkarski Korona Kielce. W zasadzie był to transfer zawodników klubu GKS Błękitni do drużyny Korony Kielce, a zespół został zgłoszony do rozgrywek trzeciej ligi. Soszyński nie pozostał jednak w nowo utworzonym klubie, lecz zawiesił piłkarską karierę. Ożenił się, a na świat przyszła jego córka Wiktoria. Piłkarską karierę wznowił w 2005, kiedy to został zawodnikiem Gminnego Ludowego Klubu Sportowy Zawisza Rzgów. Strzelił w jego barwach ponad 100 goli, a w sezonie 2007/2008 wywalczył z nim historyczny awans do IV ligi.

## Kariera reprezentacyjna
Jarosław Soszyński będąc graczem ŁKS-u Łódź wystąpił w około 30 meczach reprezentacji Polski juniorów i juniorów młodszych.